# Museo de Semana Santa de Zamora
El Museo de Semana Santa de Zamora fue creado en 1957 por la Junta Pro Semana Santa de la ciudad con el fin de conservar y exhibir al público los pasos procesionales de las cofradías, hasta entonces alojados en diversos locales, llamados, en Zamora, popularmente, paneras. En algunos casos los distintos grupos escultóricos estaban en condiciones muy precarias. Tras adquirir el solar ese mismo año, el Museo se abrió finalmente al público el 9 de septiembre de 1964. En 1972 la Junta adquirió un local anexo, aunque sin comunicación con el Museo, para instalar en él su archivo y el de las distintas cofradías. En 1990 se adquirieron dos solares que añadieron 435 m², siendo utilizados para ampliar el espacio de exposición y para ubicar las oficinas, el salón de juntas y el taller de restauración, reinaugurándose el Museo el 25 de febrero de 1994 tras las obras que se llevaron a cabo. El 24 de febrero de 1997 fue visitado por los reyes Juan Carlos y Sofía, en visita oficial a la ciudad, con motivo del centenario de la creación de la Junta Pro Semana Santa de Zamora.

## Descripción
Es el museo más visitado de su categoría en España y también el que más visitas recibe de todos los de Zamora. Expone treinta y siete pasos procesionales, que suponen la mayor parte de los que procesionan en la Pasión de Zamora, que son en total cincuenta y dos. Por lo que durante los días de la Pasión son varias las hermandades y cofradías que inician y/o finalizan sus desfiles procesionales en el museo. A la entrada y salida de las imágenes titulares, a través de sus grandes puertas, se interpreta el Himno Nacional de España. Entre los pasos destacan los de los imagineros Ramón Álvarez, Mariano Benlliure, Ramón Abrantes, Hipólito Pérez Calvo y Enrique Pérez Comendador, además de otros objetos relacionados con la Semana Santa de la ciudad. 
Se encuentra situado en el casco antiguo de la ciudad. En 2007 recibió más de 23.000 visitas. Su presupuesto para 2008 fue de 280.000 €, de los que 25.400 iban destinados a restauraciones.
Entre tanto está previsto acometer diversas mejoras, que dotarán al museo de unas mejores señalización e iluminación, así como de un servicio de audioguías.

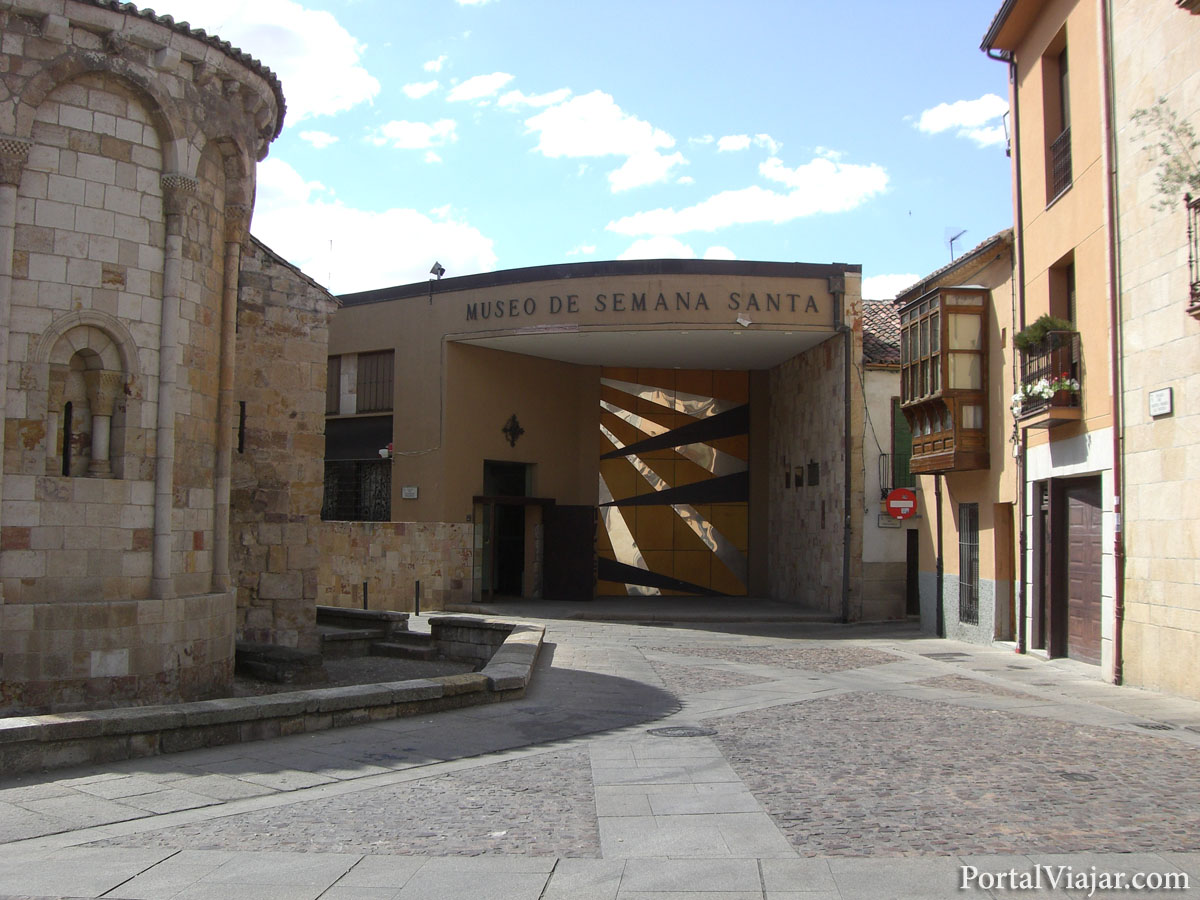
Entrada al Museo.
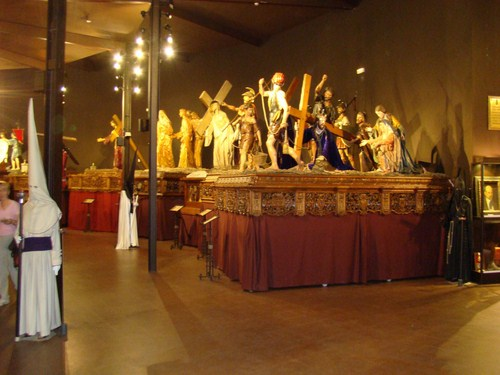
Interior del Museo.
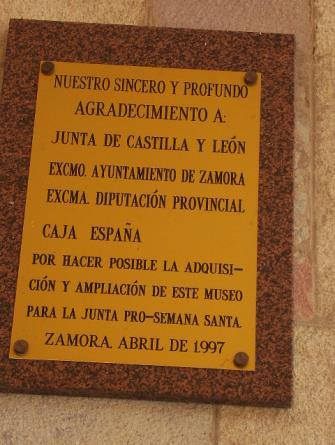
Placa conmemorativa de la ampliación del Museo.
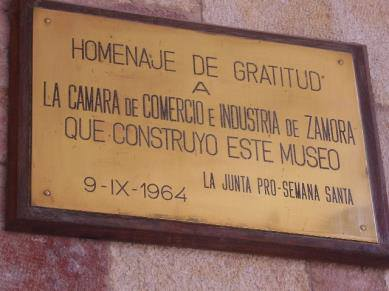
Placa conmemorativa a la cámara de comercio.
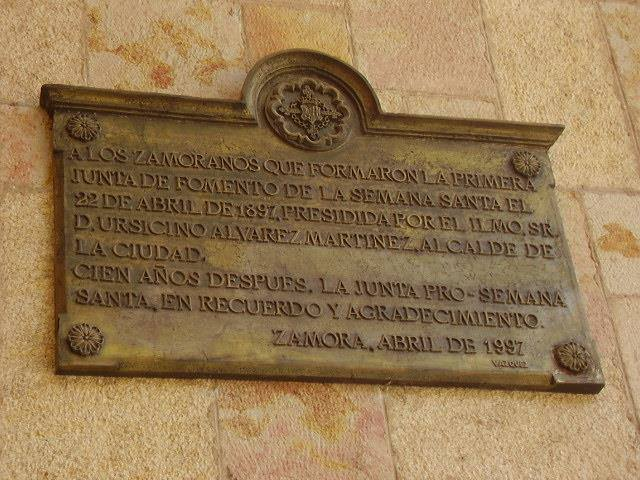
Placa conmemorativa a la primera Junta de fomento de la Semana Santa de Zamora.

## Remodelación y ampliación

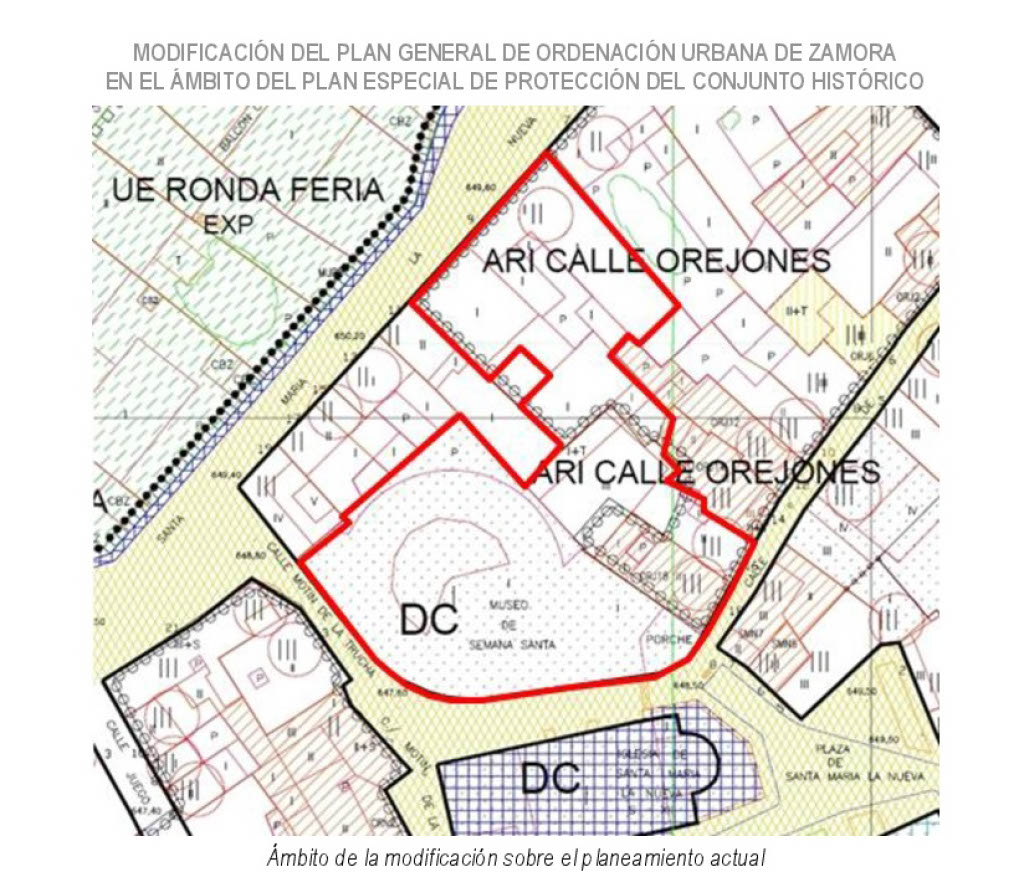
Plano de ampliación del museo de Semana Santa

Sus 900 m² resultan insuficientes para las obras que expone además existe la necesidad de adecuar más espacios para las cofradías de la ciudad. Debido a ello estaba planteada una ampliación que se iba a llevar a cabo a finales de 2019 o principios del 2020 pero que se truncó debido a la pandemia de COVID-19. Esta remodelación vuelve a estar en marcha con los permisos pertinentes de Patrimonio para acometerla.
La reforma está basada en una ampliación, con la adhesión de solares adyacentes, y la construcción de un segundo piso así como un sótano. La obra tendrá un presupuesto total de 8 millones de euros, de los cuales aportarán un 57% la Junta de Castilla y León, un 24,5% el Ayuntamiento de Zamora y el 24,5% restante la Diputación de Zamora.
El museo cierra las visitas al público el 18 de septiembre de 2022, ya que se espera que las obras comiencen en octubre. Los pasos, enseres y demás obras que se encuentran en el museo serán distribuidos por las diferentes iglesias de la ciudad, con especial relevancia de la Iglesia de San Andrés debido a que acogerá el mayor número de pasos y la Iglesia de Santa María la Nueva ya que acogerá la mayoría de enseres al estar enfrente del propio museo.
| Grupo escultórico                                | Cofradía                                  | Ubicación               |
| ------------------------------------------------ | ----------------------------------------- | ----------------------- |
| Redención                                        | Jesús Nazareno                            | Catedral                |
| La lanzada (Longinos)                            | Santo Entierro                            | Catedral                |
| La Conversión del Centurión                      | Santo Entierro                            | Catedral                |
| Virgen del Encuentro                             | Resurrección                              | Santa María de la Horta |
| Cristo Resucitado                                | Resurrección                              | Santa María de la Horta |
| Cristo de la Laguna                              | Vera Cruz                                 | Panera Jesús Nazareno   |
| El Descendido                                    | Santo Entierro                            | Panera Jesús Nazareno   |
| San Juan y Nuestra Señora                        | Santo Entierro                            | Panera Jesús Nazareno   |
| El Descendimiento                                | Santo Entierro                            | Panera Jesús Nazareno   |
| La Agonía                                        | Jesús Nazareno                            | Panera Jesús Nazareno   |
| Elevación de la Cruz                             | Jesús Nazareno                            | Panera Jesús Nazareno   |
| Jesús Camino del Calvario (Cinco de Copas)       | Jesús Nazareno                            | San Andrés              |
| La desnudez                                      | Jesús Nazareno                            | San Andrés              |
| La Crucifixión                                   | Jesús Nazareno                            | San Andrés              |
| La Caída                                         | Jesús Nazareno                            | San Andrés              |
| La Santa Cruz                                    | Vera Cruz                                 | San Andrés              |
| La Oración del Huerto                            | Vera Cruz                                 | San Andrés              |
| El Prendimiento                                  | Vera Cruz                                 | San Andrés              |
| Coronación de Espinas                            | Vera Cruz                                 | San Andrés              |
| La Sentencia                                     | Vera Cruz                                 | San Andrés              |
| El Lavatorio de los pies                         | Vera Cruz                                 | San Andrés              |
| La flagelación                                   | Vera Cruz                                 | San Andrés              |
| La Santa Cena                                    | Vera Cruz                                 | San Andrés              |
| La Piedad                                        | Santo Entierro                            | San Andrés              |
| La Conducción al Sepulcro                        | Santo Entierro                            | San Andrés              |
| Virgen de los Clavos                             | Santo Entierro                            | San Esteban             |
| Santo Entierro (La Urna)                         | Santo Entierro                            | San Esteban             |
| La Magdalena                                     | Santo Entierro                            | San Esteban             |
| El Retorno al Sepulcro                           | Santo Entierro                            | San Esteban             |
| La Despedida                                     | Tercera Caída                             | Santa María la Nueva    |
| Jesús Nazareno                                   | Jesús Nazareno                            | Santa María la Nueva    |
| La Verónica                                      | Jesús Nazareno                            | Santa María la Nueva    |
| Las tres Marías y San Juan                       | Jesús Nazareno                            | Santa María la Nueva    |
| Virgen Dolorosa                                  | Vera Cruz                                 | San Juan                |
| Virgen de la Amargura                            | Tercera Caída                             | San Lázaro              |
| Jesús en su entrada en Jerusalén (La Borriquita) | Jesús en su Entrada Triunfal en Jerusalén | San Vicente             |